# Bang ca Johor
Bang ca Johor (Tiếng Mã Lai: Lagu Bangsa Johor), được sáng tác bởi nhạc trưởng người Armenia Mackertich Galistan Abdullah, không có lời bài hát chính thức cho đến năm 1914 khi một nhân viên của Ngân hàng Hồng Kông ở Johor Bahru, Hubert Allen Courtney, sáng tác lời tiếng Anh và Haji Mohamed Said Hj. Sulaiman dịch thành tiếng Mã Lai. Nó được chuyển thể từ giai điệu Mã Lai nổi tiếng Dondang Sayang và được chính thức chấp thuận và thông qua bởi Sultan Ibrahim vào năm 1897.